# Pedagogika zachowania
Pedagogika zachowania zajmuje się, procesami zachowania na tle jednostki i grup szkolnych w zakresie opanowywania przedłożonej wiedzy dydaktycznej i przedmiotowej oraz poprawności jej interpretacji wykorzystywane są testy pedagogiczne i psychometryczne.
Pedagogika zachowania jest wyodrębnionym kierunkiem pedagogiki psychologicznej i psychopedagogiki.